# Liste des procès contre McDonald's
Des procès contre McDonald's ont été intentés pour diverses raisons durant les années 1990 et 2000.
La compagnie McDonald's, leader du marché mondial de la restauration rapide, a été l'objet de diverses poursuites judiciaires. Plusieurs de ces poursuites ont été entreprises afin de dénoncer et de punir la compagnie pour le traitement qu'elle inflige à ses salariés.  
McDonald's a été critiqué pour son utilisation du système pénal afin de faire taire ses détracteurs en se servant notamment des lois concernant la diffamation.

## Affaire McLibel (Royaume-Uni)
En 1990, McDonald's porte plainte pour diffamation contre les militants écologistes Helen Steel et Dave Morris, les accusant d'avoir distribué un pamphlet nommé Qu'est ce qui ne va pas chez McDonald's? (What's wrong with McDonald's?) dans les rues de Londres. Le pamphlet dénonçait les pratiques de McDonald's comme, entre autres, celle de tenir une politique anti-syndicaliste. Le procès a duré près de dix ans et fut le plus long de l'histoire britannique.
Bien que la Haute Cour de Justice ait finalement jugé le procès en faveur de McDonald's, il s'est rapidement transformé en un désastre au niveau des relations publiques de la compagnie. En effet, chaque pratique dénoncée dans le pamphlet a été scrutée pendant l'affaire. Les dommages à payer (60 000 £, environ 90 000 €) par Helen Steel et Dave Morris à McDonald's se sont révélés négligeables par rapport aux estimations de 10 millions de livres (environ 15 millions d'euros) qu'a dépensé la compagnie en frais légaux. De plus, la Cour a jugé valables certaines des critiques du pamphlet, particulièrement celles concernant l'exploitation des enfants par la publicité, la politique anti-syndicaliste et la responsabilité indirecte de souffrance infligées aux animaux. Les dommages ont ensuite été réduits à 40 000 £ par la cour d'appel, somme que les deux militants n'avaient pas l'intention de payer, la compagnie a ensuite annoncé qu'elle ne réclamerait plus la somme due. Le procès s'étant déroulé dans des conditions avantageuses pour la compagnie McDonald's, Steel et Morris ont ensuite porté plainte à la Cour Européenne des droits de l’Homme (CEDH) réclamant une modification de la loi de diffamation du code pénal britannique. Ces derniers ont pu, durant ce second procès, prouver à la CEDH que la loi britannique concernant la diffamation était une violation du droit à un procès équitable et de la liberté d'expression. En 2005 la CEDH s'est prononcé en faveur du duo, le gouvernement britannique a donc été forcé de légiférer afin de changer les lois sur la diffamation.

## Exploitation des enfants (Royaume-Uni)
En juin 2001, McDonald's a dû payer une amende de 12 400 livres (environ 18 600 euros) car des magistrats britanniques ont jugé que la compagnie avait exploité et employé illégalement des enfants comme main d'œuvre dans l'un de ses restaurants londonien. C'est l'une des condamnations les plus importantes infligées à une compagnie ayant transgressé la loi concernant les conditions de travail des enfants.

## Coalition des travailleurs Immokalee (États-Unis)
En mars 2006, la coalition des travailleurs Immokalee, appelée aussi le CIW (Coalition of Immokalee Workers), un groupe d'ouvriers agricoles de Floride du Sud a démarré une campagne contre McDonald's afin de réclamer un meilleur salaire pour les travailleurs récoltant des tomates utilisées par McDonald's et quelques autres compagnies de restauration rapide. Après avoir réalisé avec succès ce même type de campagne contre la compagnie Taco Bell, le CIW a pris pour cible la compagnie McDonald's. McDonald's rétorque qu'un programme de respect des droits du travail dénommé SAFE est déjà en place au sein de la compagnie. Selon McDonald's, SAFE (initiales de Socially Accountable Farm Employer) garantit aussi bien ou mieux les droits des travailleurs que l'accord qu'a signé CIW avec Taco Bell lors de la précédente campagne. En revanche, la coalition de travailleurs fait plusieurs reproches à McDonald's concernant ce programme. D'abord est rapporté le fait que SAFE ait été mis en place à l'origine en novembre 2005 par CBR Public Relation Firm, une compagnie spécialisée dans les relations publiques des entreprises. Selon le site Internet de CBR, l'entreprise a une expérience très poussée concernant le maniement des pressions activistes. De plus, contrairement à l'accord signé par Taco Bell, SAFE n'inclut pas d'augmentation de salaire, de participation des travailleurs, de support des travailleurs ni d'une transparence concernant les achats de la compagnie. SAFE est géré aujourd'hui par l'Association des Chrétiens Immigrés de Redland (Redlands Christian Migrant Association), une organisation d'aide aux enfants démunis n'ayant aucune expérience concernant le droit du travail, et l'Association des Fruits et Légumes de Floride (Florida Fruit and Vegetable Association), un groupe d'agriculteurs qui ont intérêt à réduire les coûts, souvent au prix des conditions des ouvriers agricoles, ce qui créé un conflit d'intérêts. Sous le programme SAFE, les ouvriers agricoles n'ont toujours aucun droit de contrôle des conditions dans lesquelles ils travaillent.
www.benleking.piczo.com (pour plus d'informations).
Selon le Centre pour la Défense des Droits de l'Homme Robert F. Kennedy (Robert F. Kennedy Center for Human Rights), « en mettant en place le programme SAFE et son maigre contenu – qui n'inclut même pas des droits fondamentaux standards comme le droit au paiement des horaires supplémentaires et la liberté d'association – McDonald's met la barre encore plus bas pour ses producteurs agricoles américains qu'il ne le fait pour ses fournisseurs en Chine communiste ». Le CIW fait partie de l’Alliance pour une Restauration Juste (Alliance for Fair Food), une fédération incluant l’Alliance des Étudiants/Ouvriers agricoles (Student/Farmworker Alliance), le Centre pour la Défense des Droits de l'Homme Robert F. Kennedy et l'Église Presbytérienne. Ces organisations ont déclaré qu'elles feraient pression jusqu'à la victoire, c’est-à-dire, jusque ce que les droits de l'homme soient respectés par McDonald's.
Le 9 avril 2007, un accord a été conclu entre la compagnie McDonald's et CIW, avec l'aide du Carter Center, qui inclut une augmentation de salaire pour les ramasseurs de tomate en Floride. Les ramasseurs, qui étaient payés jusqu'alors environ 0,45 $ pour chaque cagette de fruits, seront payés 0,77 $.

## McSleep (États-Unis)
En 1988, la compagnie américaine Quality Inns International projetait d'ouvrir une nouvelle chaîne d'hôtels appelée McSleep. McDonald's a demandé alors de ne pas utiliser le nom McSleep car cela enfreindrait la loi, en réponse la compagnie hôtelière a porté plainte à la Cour Fédérale dans le but d'obtenir une déclaration indiquant que l'usage du nom McSleep n'enfreignait aucune loi. McDonald's a fait ensuite une demande reconventionnelle prétendant qu'il y avait atteinte à McDonald's et concurrence déloyale de la part de la compagnie hôtelière. La multinationale du fast-food a finalement remporté le procès. La Cour a déclaré que le préfixe Mc ajouté à un mot générique a acquis un deuxième sens, que le public fait une corrélation avec McDonald's et donc que la marque McSleep enfreindrait la marque McDonald's,.

## Procès d'un franchisé (France)
Bernard Collorafi, franchisé pendant 10 ans avait trois restaurants McDonald's en location-gérance à Antibes sur la Côte d'Azur
(L’expertise judiciaire du 15 octobre 1999 ordonnée par la Cour d’Appel de Paris constate que Monsieur Collorafi a investi 12 millions de francs (près de 2 millions d’euros) et qu’il a consacré tout son temps et toute son énergie au développement de l’enseigne.)
En 1996, la multinationale décide, dans la poursuite de son développement et pour faire face à l'implantation d'un concurrent à 500 m du 1er restaurant de Monsieur Collorafi, d'ouvrir un second établissement « Antibes Nord », puis d'une troisième et quatrième unité à proximité ainsi que deux autres ouvertures à quelques kilomètres. Malgré un troisième restaurant confié à Monsieur Collorafi à son insistance, les pertes étaient devenues considérables, conséquence d'une baisse du chiffre d'affaires et une montée de la redevance puisque celle-ci a une base fixe quel que soit le chiffre des ventes générées.
En 1998, Monsieur Collorafi décide alors d'assigner en justice la société McDonald's. Dans l'Arrêt de la cour d'appel de Paris du 8 mars 2000 les magistrats ont dénoncé : "Monsieur Collorafi n'avait aucune chance de s'en sortir, même s'il avait remis dans ses sociétés toutes les sommes qu'il avait gagnées pendant ses 10 ans d'activité ! La Direction de la Société McDonald's jouait avec la vie de son franchisé !"
Mais la société n'a pas été condamnée en dommages-intérêts.